# Lukovo (Struga)
Lukovo (mazedonisch Луково; albanisch definit Llukova, indefinit Llukovë) ist ein Dorf in der Gemeinde Struga im Südwesten Nordmazedoniens. Laut der letzten Volkszählung (2021) hatte es 268 Einwohner, die fast ausnahmslos Mazedonier christlich-orthodoxen Glaubens waren.